# اویل سیتی (پنسیلوانیا)
اویل سیتی (به انگلیسی: Oil City) شهری در ایالت پنسیلوانیا کشور ایالات متحده آمریکا است که جمعیت آن در سرشماری سال ۲۰۱۰ میلادی، ۱۰٬۵۵۷ نفر بوده‌است.